# Penske PC-26
La Penske PC-26 è una monoposto da competizione che corse nel campionato CART nel 1997.

## Contesto
Nel 1996 il team Penske stava attraversando una grave crisi, in quanto, dopo 20 anni di partecipazione alla CART World Series, non aveva segnato nemmeno una vittoria. Ciò nonostante, il proprietario del team Roger Penske non introdusse rilevanti novità sul nuovo modello PC-26, mantenendo un motore di origine Mercedes-Benz e pneumatici Goodyear.

## Tecnica
Il telaio venne realizzato impiegando più fibra di carbonio che in passato e l'abitacolo venne ingrandito per permettere l'installazione di nuove imbottiture per proteggere il pilota in caso di incidente. Il serbatoio venne riposizionato nella parte bassa della vettura per ottimizzare la distribuzione dei pesi. Il propulsore che equipaggiava la PC26 era un Mercedes IC 108 D V8 2.65 dotato di un unico turbocompressore Garret gestito da un cambio a sei rapporti. La potenza totale era di 800 cv.

## Attività sportiva
Come la stagione precedente, la vettura venne affidata ai piloti Al Unser Jr. e Paul Tracy. La prima corsa svoltasi presso l'autodromo Homestead di Miami vide la seconda posizione di Tracy. Successivamente, furono vinte le corse di Nazareth, Rio de Janeiro e St.Luis. Ciò permise al pilota canadese di posizionarsi 5° nella classifica finale, mentre Al Unser Jr. si posizionò 13°.